# 최강은하 얼티밋 제로 ~배틀 스피리츠~
《최강은하 얼티밋 제로 ~배틀 스피리츠~》(最強銀河 究極ゼロ 〜バトルスピリッツ〜)는 TV 아사히 계열에서 방영한 49부작 만화이다. 2013년 9월 22일부터 2014년 9월 21일까지 방영되었다.